# 禍 (伝説の生物)
禍（か、わざわい）は伝説の生物、怪獣である。災禍を生み出す存在であると言われている。禍獣、禍母（かも、かぼ）とも。

## 概要
仏教経典のひとつ『旧雑譬喩経』にある説話に出て来るもので、何一つ災禍の存在しない豊かな国の王が「わざわい（禍）というものがこの世にはあるらしい、見てみたいのでこれを求めて来い」と家臣たちに命じて探索させたところ、市場で「禍母」と呼ばれる禍を生む巨大な猪のような生物が売られており、家臣たちがそれを買って来る。禍は1日に1升・針をエサとして食べるので、王は国民に日々針を差し出させてこれを育成するが、国民はこれに疲弊してしまい国から逃散。困惑した家臣たちが禍を殺そうとするが体が鉄のように硬くなっており刀で斬ることも突くことも出来ず、薪をつみあげ火をかけて焼き殺すが、火まみれの禍が城や市街を駆けまわって全てを燃やし尽してしまい、国は滅びてしまった。市場で禍を売っていた商人は天の神の化身であったという。
このことから「自ら悪事を招く」ことを「市（いち）に禍（わざわい）を買う」と称し、ことわざとして使用されている。

## 日本における「わざわい」
日本では『宝物集』巻第6（「天竺の国王禍を求む并経説譬喩の事」）などで上記の説話が紹介されており、猪のような姿で鉄だけを食べたことが示されている。

### 鶴の草紙
また室町時代ころに書かれた御伽草子『鶴の草紙』（つるのそうし、鶴草子）の一系統に、地頭の出す難題（こなせねば美しい女房（鶴）を渡せと迫る）のひとつとして「わざわい」という獣が登場している。牛のように大きく、ツノの生えた狼のような獣で、ツノを振れば空がくもり凄まじい風が巻き起こったという。山の中にある鶴の両親の家にこの獣の「わざわい」が居た為この難題は打ち破られ、「わざわい」を持ち込まれた地頭はその乱暴な生態に恐れおののく。

## 創作における「わざわい」

### 椿説弓張月
江戸時代に書かれた曲亭馬琴の読本『椿説弓張月』に登場している。琉球の悪僧・曚雲（もううん）がこれを使役する。牛の体をもち、虎のような顔をしている。

### 釈迦八相倭文庫

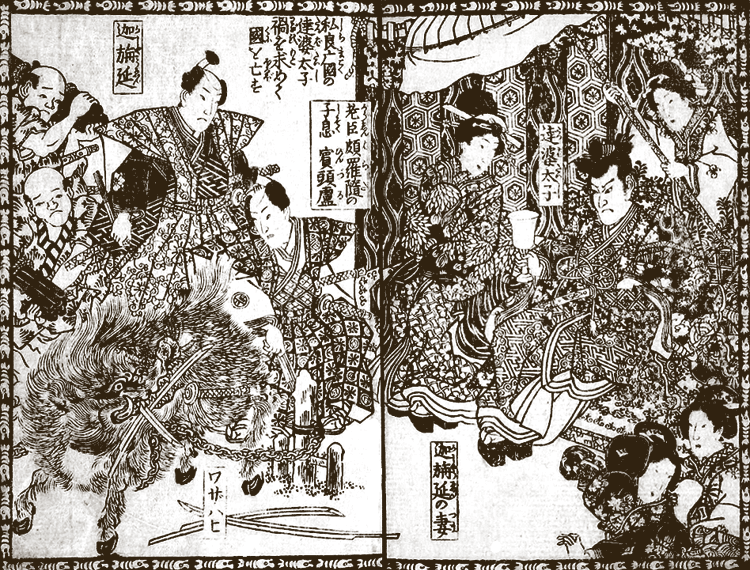
『釈迦八相倭文庫』22編より　刀（鉄）を食べている荒れた様子の「わざわい」

江戸時代～明治にかけて書かれた万亭応賀の合巻『釈迦八相倭文庫』（22編）に登場している。猪に似た獣で、鉄を食う。満腹なときはおとなしいが空腹となり餓えると暴れ出し、その力は獅子や虎に百倍するという。
私良摩（しらま）国の達婆太子は忠臣・頗羅隋（はらだ）の「悪政をすればわざわいが国に出で来たる」という諫言に怒り「わざわいというものがもしこの世にあるならば目の前に見せてみよ」とその首を斬る。頗羅隋の息子である賓頭盧（びんずる）は「父の首が欲しくばわざわいを目の前に見せて見ろ」と達婆太子に命じられる。「わざわい欲しくば山へゆけ」と子供たちがうたっていた歌をたよりにたどりついた賓頭盧は山中で正舎利仙（しょうしゃりせん）という仙人から「わざわい」を授かり難題を解決する。その後、達婆太子は「わざわい」を館で飼育するが、エサとして与える鉄がなくなり国中から鉄を納めさせる。しかしそれでも鉄が足りず空腹となった「わざわい」が暴れ出したので、庭に大きな穴を掘り中へ炭を大量におこして焼き殺す。しかし火に包まれた「わざわい」が穴から出て駆け回り、達婆太子の館はすべて燃え落ちてしまう。
22編は表紙や挿絵にも猪のような姿の「わざわい」が描かれ、焼き殺す先の顛末などからも『旧雑譬喩経』や『宝物集』などにある描写を典拠としたことがわかる。

## 史料
- 『旧雑譬喩経』巻上(二二)

## 参考資料
- 狩野博幸「土佐光信筆 鶴草子について」 『学叢』第5号 1983年　（京都国立博物館『学叢』学叢ホームページ版　第5号　http://www.kyohaku.go.jp/jp/gaiyou/gakusou/num005.html ）
- サントリー美術館図録『お伽草子　この国は物語にあふれている』 2012年　173頁